# Pimpinella major
Pimpinella major là một loài thực vật có hoa trong họ Hoa tán. Loài này được (L.) Huds. miêu tả khoa học đầu tiên năm 1762.

## Hình ảnh

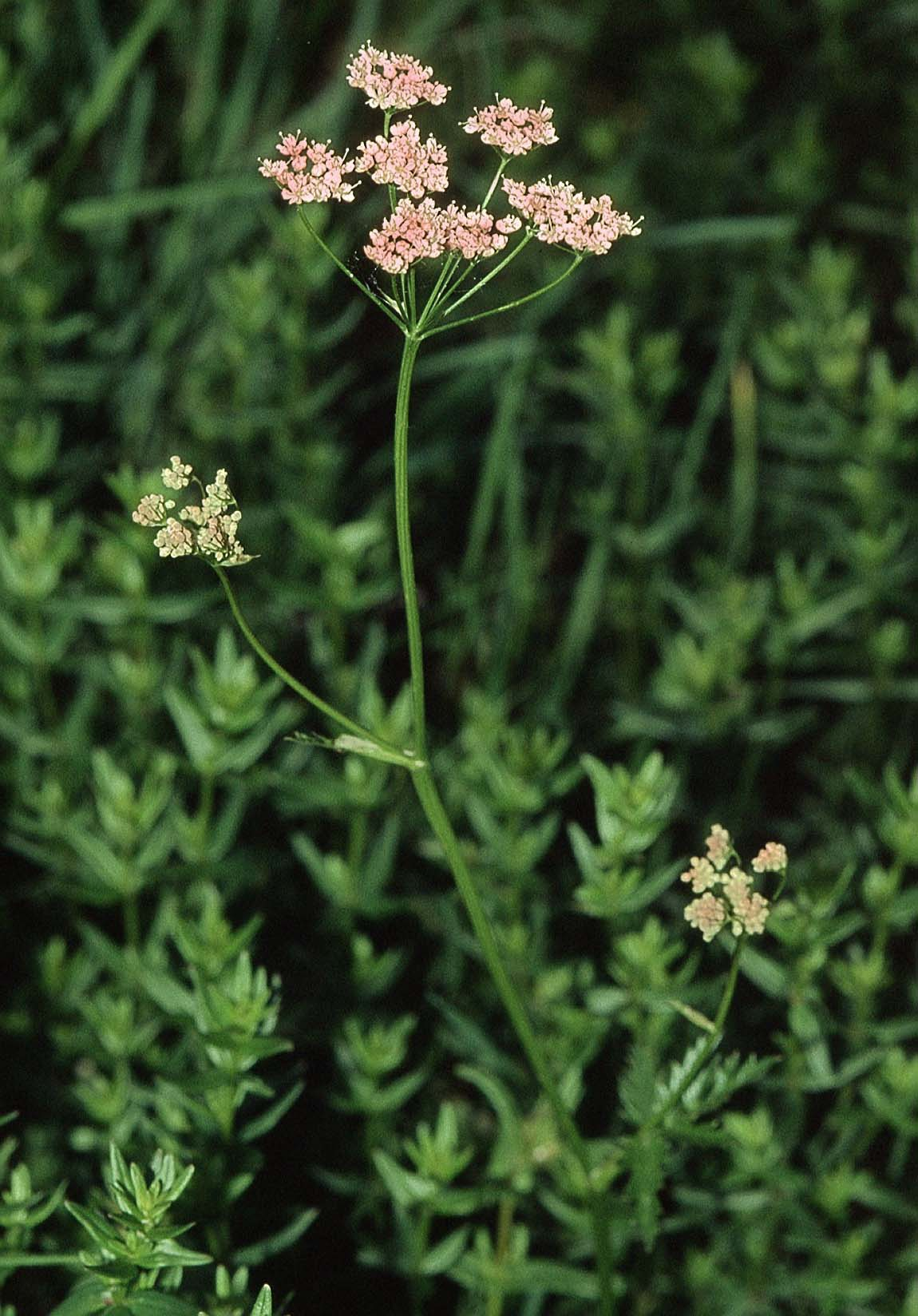
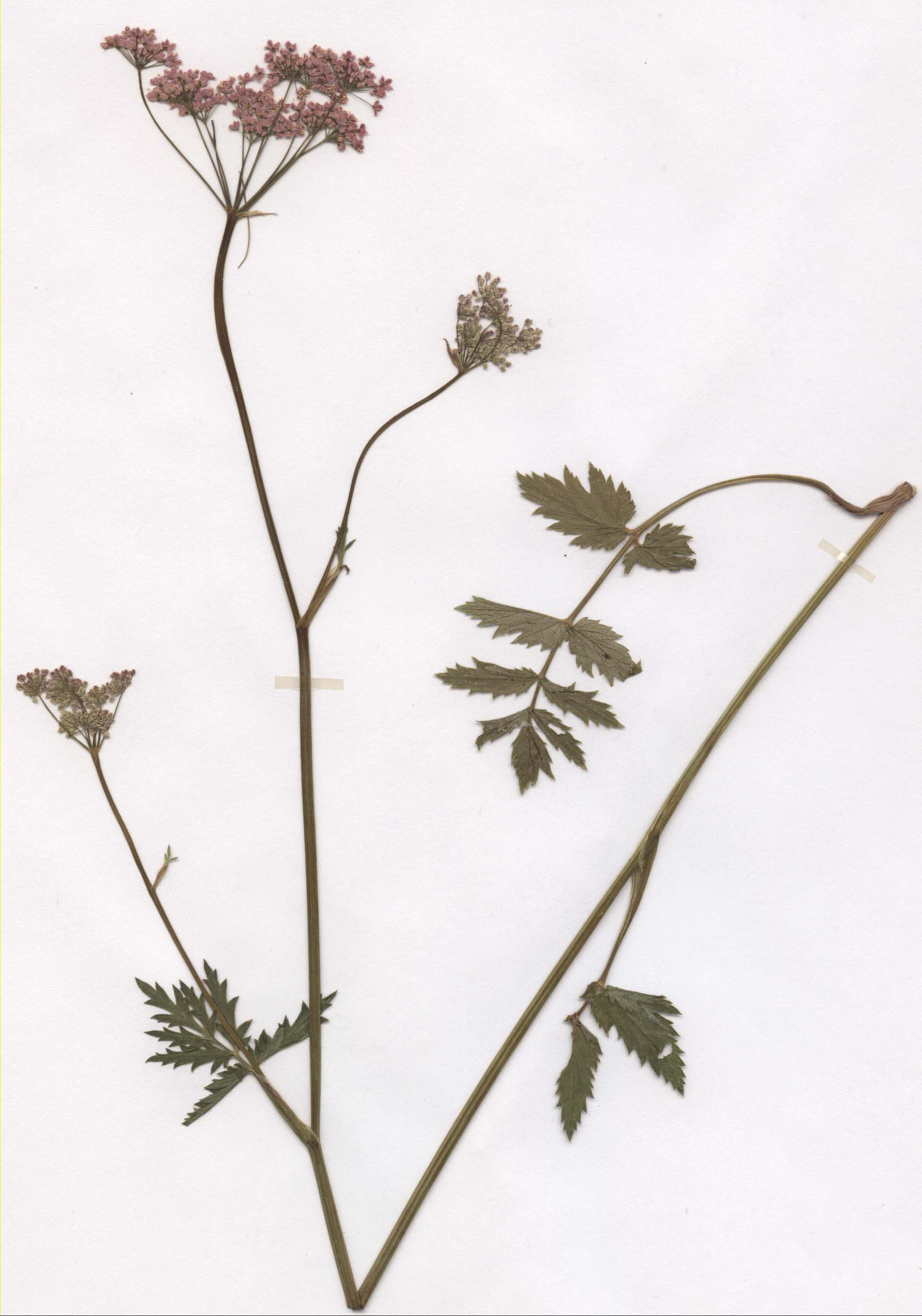
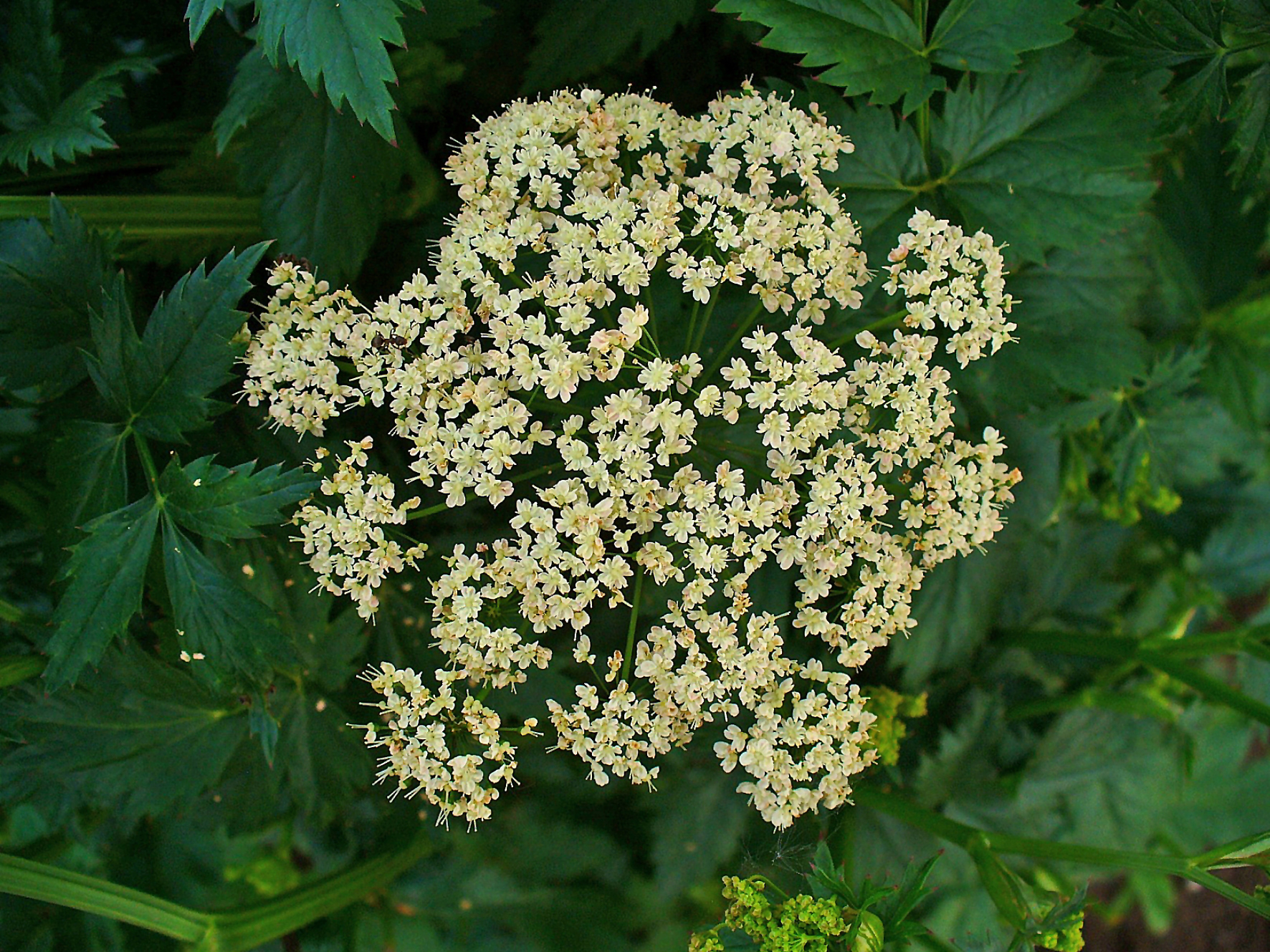
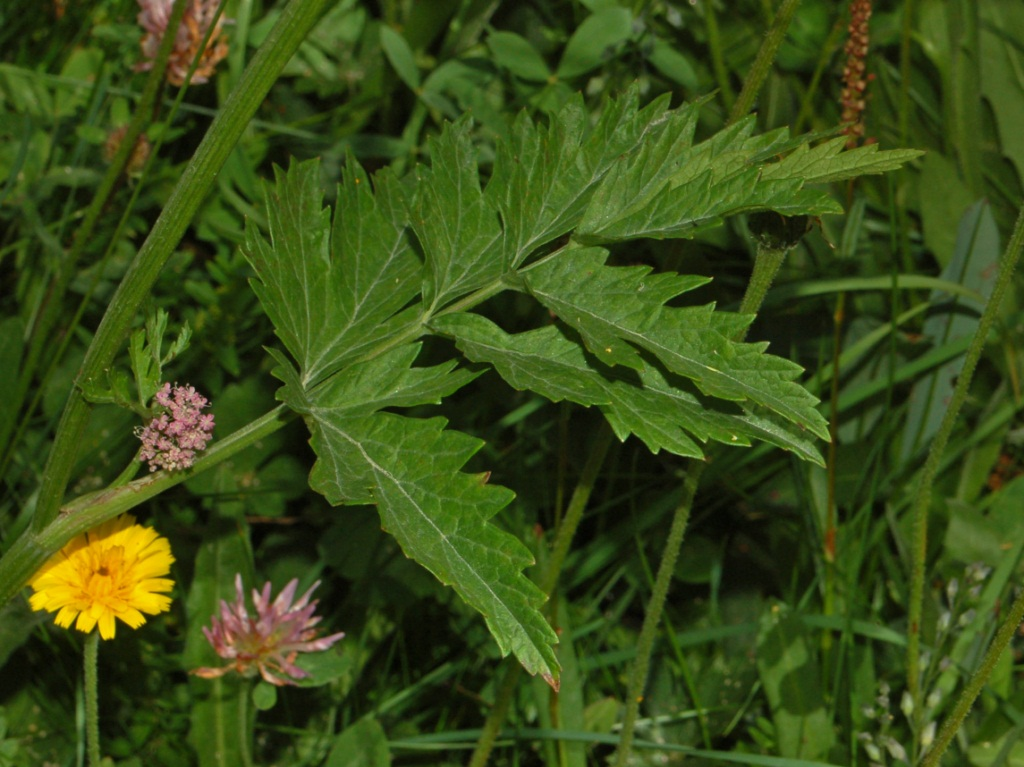